# Ondina (mitologia)

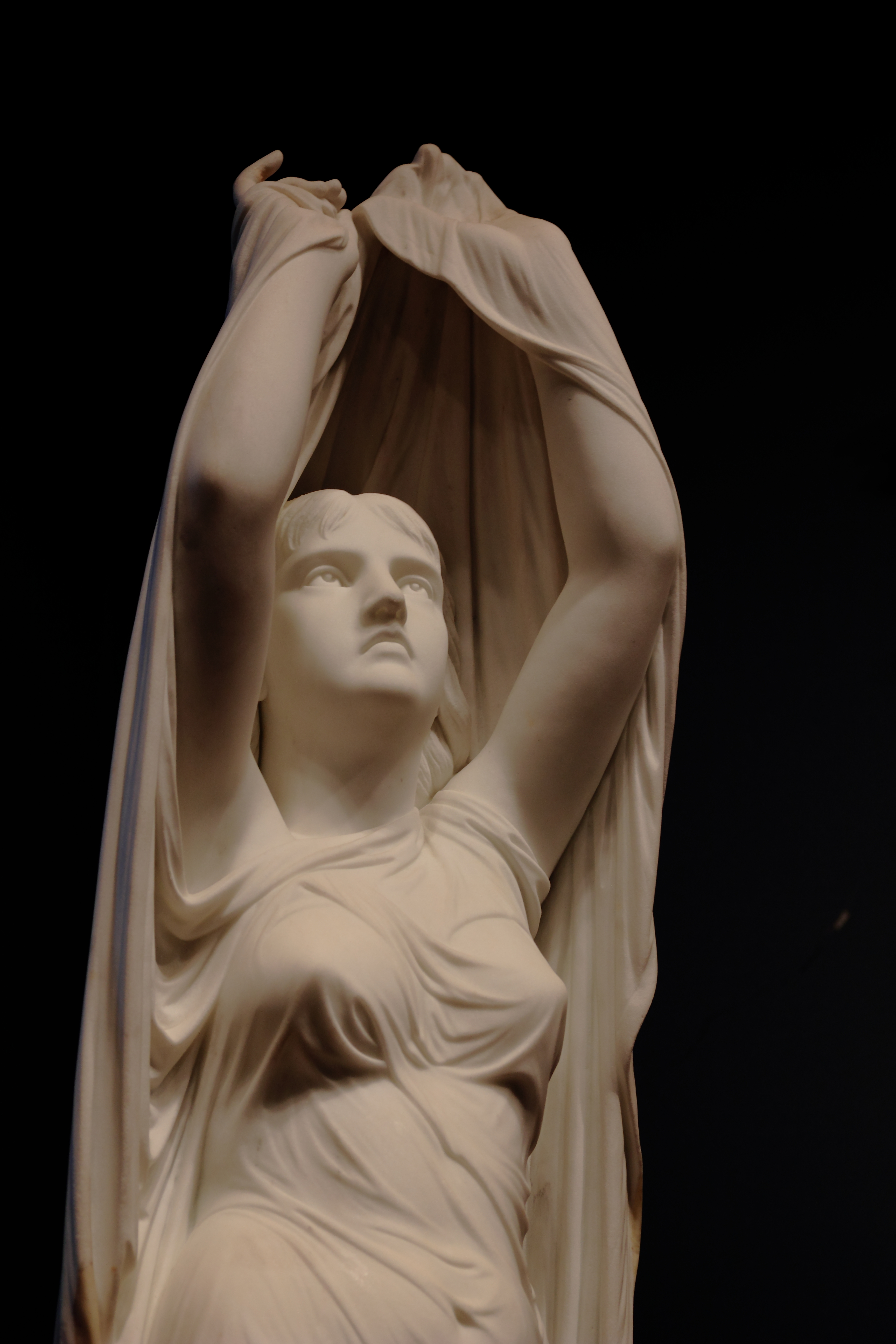
Escultura d'una ondina (aprox. 1880-1884)

Una ondina és un ésser fabulós de la mitologia germànica de veu bonica que habita, cuida i protegeix les aigües dels boscos. És una mena de fada, de vegades en forma de noia i d'altres en forma mig de dona i mig de peix. Algunes llegendes diuen que necessiten casar-se amb un home i donar a llum un fill per a aconseguir tenir una ànima.
Paracels va assignar un esperit o ésser fantàstic a cada un del que ell va considerar els quatre elements, un d'ells era l'aigua, al qual va assignar les ondines.
Les ondines són protagonistes de la coneguda novel·la Ondina, de Friedrich de la Motte Fouqué, d'un ballet romàntic que protagonitza una ondina, Ondine, de Jules Perrot, o de l'obra teatral Ondine, de Jean Giraudoux.